# Peter Paulhoffer
Peter Paulhofer (n. 22 iulie 1941, București, România – d. 27 decembrie 1993, München, Germania) a fost un actor român de origine germană.

## Biografie
S-a născut la București, dar era de origine săsească. A jucat în perioada 1959-1961 la Teatrul German din Timișoara, alături de Emmerich Schäffer.
Când era student a jucat la Teatrul Bulandra în “Intriga și iubire” în regia lui Liviu Ciulei. A jucat apoi la Teatrul din Ploiești, la Teatrul din Timișoara, la Teatrul German din Sibiu, și până la emigrare, la Teatrul Giulești.
A absolvit Institutul de Arte Teatrale și Cinematografice din București în anul 1965 la clasa prof. George Dem Loghin. 
După emigrarea în Germania a activat pe scenele din Stuttgart, Düsseldorf și München.
Este tatăl regizoarei Christina Paulhofer.

## Filmografie
- Zodia Fecioarei (1967)
- Maiorul și moartea (1967)
- Gioconda fără surîs (1968)
- K.O. (1968)
- La datorie (1968)
- Castelul condamnaților (1970)
- Cîntecele mării (1971)
- Puterea și adevărul (1972)
- Sfînta Tereza și diavolii (1972)
- Dragostea începe vineri (1973)
- Departe de Tipperary (1973)
- Pistruiatul (1973) serial TV
- Păcală (1974)
- Gegenspieler (1987) episod TV (Tatort)